# عمران نزيه
عمران نزيه (بالهولندية: Imran Nazih) هو لاعب كرة قدم هولندي، ولد في 26 يناير 2006.